# Finderne, New Jersey
Finderne, New Jersey (енгл. Finderne) насељено је место без административног статуса у америчкој савезној држави Њу Џерзи.

## Демографија
По попису из 2010. године број становника је 5.600.
| Група             | 2000.    | 2010.         |
| Белци             | 0 (0,0%) | 3.201 (57,2%) |
| Афроамериканци    | 0 (0,0%) | 314 (5,6%)    |
| Азијати           | 0 (0,0%) | 827 (14,8%)   |
| Хиспаноамериканци | 0 (0,0%) | 1.178 (21,0%) |
| Укупно            | 0        | 5.600         |